# Drew Seeley
Andrew Edgar "Drew" Seeley (født 30. april 1982 i Ontario, Canada) er en canadisk skuespiller, sanger, sangskriver og danser. Han har indspillet flere sange for the Walt Disney Company. I Danmark er han bedst kendt som den ene af hovedrolleindehaverne i filmen Another Cinderella Story og en del af Troys syngende stemme i High School Musical.

## Karriere
Drew Seeley voksede op i Toronto, Ontario, Canada, hvor han fik en rolle i Hal Princes relancering af Showboat og var en del af stykket i et år. Seeley optrådte på en række spin-off albums fra Disneys film og TV-serie, lige som han var "den syngende stemme" for Zac Efrons karakter Troy i filmen High School Musical. Han har været gæstestjerne i serier som One Tree Hill, Dawson's Creek og Guiding Light. 
I 2005 begyndte Seeley at arbejde med den etablerede producer Ray Cham og sammen skrev de “Getcha Head in the Game” til Disneys High School Musical soundtrack, der fik firedobbelt platin. Det resulterede i en Emmy nominering i kategorien “Best Original Song and Lyrics”. Desuden tog Seeley Zac Efrons (der indspillede Hairspray) plads i den nord- og latinamerikanske "High School Musical: The Concert" tour, hvor han optrådte i haller med plads til 60.000 tilskuere.
Seeleys samarbejde med Disney fortsatte, og han kan høres på flere Disney soundtrack cd'er, inkluderende Disneymania 5, Disneymania 6, Disney Channel Holiday, Radio Disney Jams, Vol. 9 og B'You. Seeleys duet med spanskfødte mexikanske sanger Belinda "Dance with Me", fra platinalbummet Cheetah Girls 2 soundtrack, kan ses og høres på Disney Channel og Radio Disney. Seeley optrådte i Belindas video til "Ni Freud Ni Tu Mama". Han havde også en gæsteoptræden på det nuværende Alvin og de frække jordegern CD "Undeniable", hvor han synger "Shake Your Groove Thing" med Alvin og de andre.
Seeley optrådte i Hallmark Channel filmen Claire sammen med Valerie Bertinelli, og i filmen Fly Kidz, hvor han co-skrev og producerede soundtracket. han skrev og optrådte også med musik for Disney Channels Jump In! med Corbin Bleu og Keke Palmer. Drew spillede sammen medSelena Gomez og Jane Lynch i Another Cinderella Story, hvor han havde rollen som popstjernen Joey Parker. Seeley skrev og optrådte med 4 sange in filmen, og indspillede musikvideoer for begge versioner af hans hit "New Classic". Seeley optrådte også i i Disney Channels "Stuck In The Suburbs" som en hotelmedarbejder.
I sommeren 2009 havde han rollen som Prins Eric i Disney Broadway Musical The Little Mermaid. Samme år kunne han ses i Adam Sandler filmen The Shortcut, og i 2010 filmen Freshman Father.
Han planlægger nu en tour i nordamerika, hvor han vil optræde med sange fra hans EP'er The Resolution, der udkommer i 2010-2011.
Seeley er repræsenteret af William Morris Agency og TalentWorks.

## Filmografi
| Film               | Film                                | Film                  | Film                                                            |
| År                 | Film                                | Rolle                 | Noter                                                           |
| ------------------ | ----------------------------------- | --------------------- | --------------------------------------------------------------- |
| 2005               | Complete Guide to Guys              | Stearns               |                                                                 |
| 2009               | The Shortcut                        | Derek                 |                                                                 |
| 2010               | I Kissed a Vampire                  | Trey Sylvania         | filmer                                                          |
| TV Film            |                                     |                       |                                                                 |
| Year               | Title                               | Role                  | Notes                                                           |
| 2004               | Stuck in the Suburbs                | Front Desk Clerk      |                                                                 |
| 2005               | Locusts: The 8th Plague             | Willy                 |                                                                 |
| 2005               | Campus Confidential                 | Logan                 |                                                                 |
| 2007               | Claire                              | Bobby                 |                                                                 |
| 2010               | Freshman Father                     | John Patton           |                                                                 |
| Straight-to-DVD    |                                     |                       |                                                                 |
| År                 | Titel                               | Rolle                 | Noter                                                           |
| 1999               | Camp Tanglefoot: It All Adds Up     | Tommy                 |                                                                 |
| 2006               | Christopher Brennan Saves the World | Tom Hartwell          |                                                                 |
| 2008               | Another Cinderella Story            | Joey Parker           |                                                                 |
| TV                 |                                     |                       |                                                                 |
| År                 | Titel                               | Rolle                 | Noter                                                           |
| 2009–present       | I Kissed a Vampire                  | Trey Sylvania         | Online web-serie                                                |
| 2010–present       | Glory Daze                          | Jason Wilson          |                                                                 |
| TV gæsteoptrædener |                                     |                       |                                                                 |
| År                 | Titel                               | Rolle                 | Noter                                                           |
| 2000               | Guiding Light                       | Andrew                | (3 episoder)                                                    |
| 2002               | Dawson's Creek                      | Male                  | (1 episode) "The Importance of Not Being Too Earnest"           |
| 2003 & 2004        | One Tree Hill                       | Johnny 'Vegas' Norris | (2 episoder) "Crash Into You" "You Gotta Go There to Come Back" |
| 2008               | The Suite Life of Zack & Cody       | David/Jeffery         | (1 episode) "Romancing the Phone"                               |
| 2010               | The Closer                          | Boyd Martin           | (1 episode) "Jump the Gun"                                      |

## Teater
| År   | Titel                           | Rolle         | Sted                       | Andre noter                           |
| ---- | ------------------------------- | ------------- | -------------------------- | ------------------------------------- |
| 1993 | Showboat                        | Ensemble      | Toronto, Canada            | Relancering instrueret af Hal Prince  |
| 2007 | High School Musical:The Concert | Troy Bolton   | Instrueret af Kenny Ortega | Stedfortræder for Zac Efron           |
| 2009 | The Little Mermaid              | Prince Eric   | Lunt-Fontanne Theatre      | Stedfortræder for Sean Palmer         |
| 2011 | Anything Goes                   | Billy Crocker | Stephen Sondheim Theatre   | Relancering instrueret af Todd Haimes |